# Gevaert
Gevaert  (нид.) (МФА: [ˈɣeːvaːrt]) — бренд бельгийской компании Gevaert Photo-Producten NV — производителя фототоваров.

## История компании

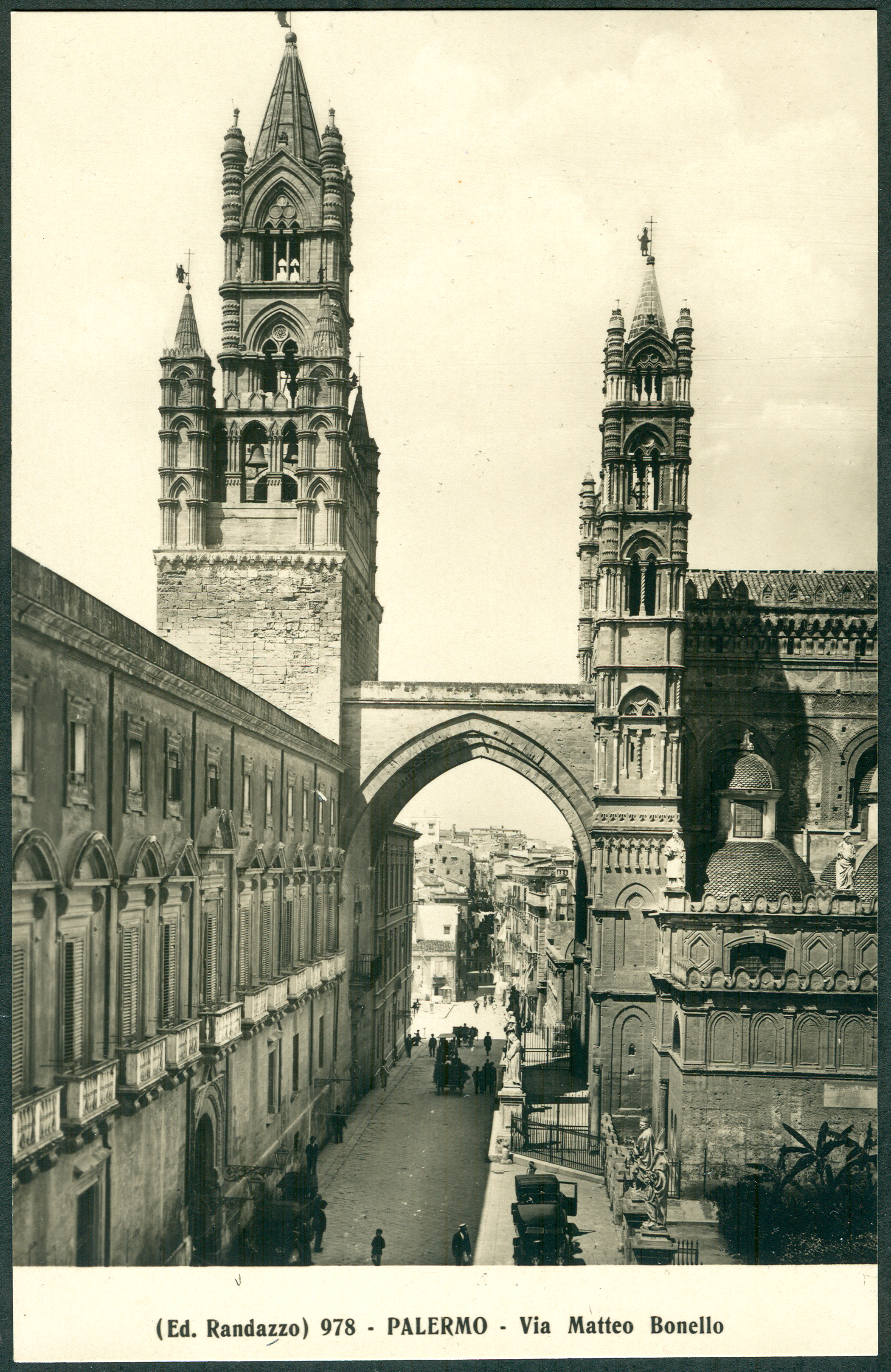
…978 …

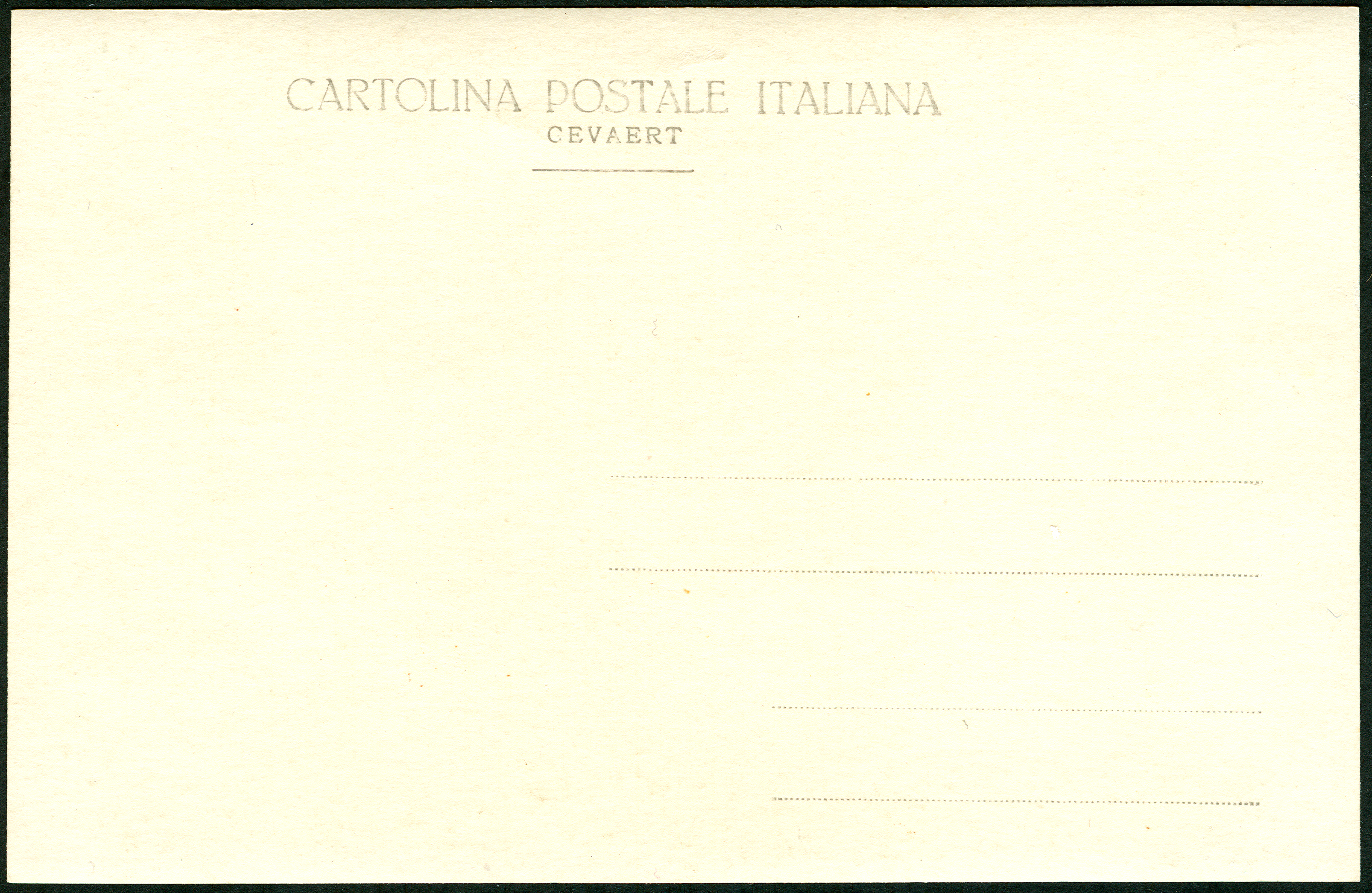
«Cartolina Postale Italiana / Gevaert»

Компания Gevaert Photo-Producten NV основана в 1894 году в Антверпене Ливеном Гевартом (Lieven Gevaert). В начале своей деятельности компания производила только фотобумагу. До 1960-х годов компания производила фотобумагу, фотопластинки, эмульсию для чёрно-белых и цветных фотоплёнок.
В 1964 году компания объединиласть с германской компанией Agfa. В результате слияния была создана группа Agfa-Gevaert, состоящая из германской компании Agfa-Gevaert AG и бельгийской Agfa-Gevaert NV. В 1981 году компания Bayer приобрела 100 % акций группы Agfa-Gevaert. В 1999 году Bayer преобразовал Agfa-Gevaert в публичную компанию. 30 % акций Agfa-Gevaert принадлежит Bayer.
В 2004 году из Agfa-Gevaert выделено подразделение фототоваров AgfaPhoto. AgfaPhoto стала независимой компанией. Agfa-Gevaert управляет тремя компаниями: Agfa Graphics, Agfa HealthCare и Agfa Materials.

## Продукция компании

### Фотоаппараты Gevaert
Компания Gevaert продавала фотоаппараты:
- Gevabox — камера производилась в трёх версиях в 1950-е годы германской компанией Hermann Wolf GmbH. Пластиковый корпус из бакелита. Размер кадра 6×6 см, плёнка типа 120. Одна выдержка + от руки.
  - Gevabox в металлическом корпусе коробочного типа. Производилась с 1951 года германской компанией Hermann Wolf GmbH. Размер кадра 6×6 см, плёнка типа 120. Одна выдержка + от руки.
  - Gevabox в металлическом корпусе коробочного типа с округлёнными углами. Производилась с 1955 по 1959 год германской компанией Bilora. Выдержки 1/50 и 1/100 сек и от руки.
- Gevalux 144
- Rower — Производилась с 1936 или 1938 года. Пластиковый корпус из бакелита. Размер кадра 3,5×4 см. Рамочный видоискатель. Менисковая линза.